# Prothemus reductus
Prothemus reductus es una especie de coleóptero de la familia Cantharidae.

## Distribución geográfica
Habita en Tailandia.